# Kabinett Hofmann
Das Kabinett Hofmann bildete vom 13. September 1872 bis 18. Mai 1876 die von Großherzog Ludwig III. berufene Landesregierung des Großherzogtums Hessen. 
Mit der Ernennung Karl Hofmanns kam es zu einer politischen Kursänderung, da dieser eine an Otto von Bismarck orientierte nationalliberal-freikonservative Politik verfolgte. Im Mai 1876 trat Hofmann zurück, um auf die Reichsebene zu wechseln und als Präsident des Reichskanzleramts enger Mitarbeiter von Reichskanzler Bismarck zu werden.
| Amt                                                                | Name |
| ------------------------------------------------------------------ | --- |
| Präsident des Gesamtministeriums Äußeres und Großherzogliches Haus | Karl Hofmann |
| Inneres                                                            | Julius Rinck von Starck                                                                                              |
| Justiz                                                             | Georg Kempf |
| Finanzen                                                           | Maximilian von Biegeleben, 13. September 1872 – 16. Oktober 1873 Heinrich August Schleiermacher, ab 16. Oktober 1873 |